# Вівсянка манджурська
Вівсянка манджурська (Emberiza jankowskii) — вид горобцеподібних птахів родини вівсянкових (Emberizidae).

## Назва
Видовий епітет jankowskii вшановує польського зоолога Міхала Янковського (1842—1912), який зібрав типові зразки птаха.

## Поширення
Вид поширений на північному сході Китаю (Хейлунцзян, Внутрішня Монголія та Цзілінь) та суміжних районах Північної Кореї. До 1970-х спостерігався у Приморському краї Росії. У 2020 році виявлена одна гніздова пара в Монголії.

## Спосіб життя
Гніздиться на пологих трав'янистих схилах невисоких сопок з рідкісними чагарниками і деревами, на приморських дюнах і в заростях очерету. Гніздо влаштовує на землі серед рідкісної трави. Матеріал для гнізда — стебла і листя трав, лоток вистилається тонкими травинками і кінським волосом. У кладці 4 — 5 яєць. Насиджує самиця, а пташенят годує головним чином самець. У рік, ймовірно, буває два виводка.